# Simone (álbum de 1989)
Simone é o décimo sexto álbum de estúdio da cantora brasileira Simone, lançado em dezembro de 1989 pela gravadora CBS. Também é o último dos três álbuns epônimos da cantora. O álbum conta com a participação de Tom Jobim nas faixas "Luiza" e "Lígia", ambas compostas por ele. Já a canção "Uma Nova Mulher" foi o principal destaque deste disco por ter sido o tema de Tonha (Yoná Magalhães), na novela Tieta. Vendeu 250 mil cópias até o final de 1989, concedendo à cantora um disco de platina.

## Faixas
| N.º | Título                                                       | Duração |  |
| 1.  | "Uma Nova Mulher" (Paulo Debétio / Paulinho Resende)         | 4:44    |  |
| 2.  | "Tudo por Amor" (Paulo Sérgio Valle / José Augusto)          | 4:56    |  |
| 3.  | "Luiza" (Tom Jobim)                                          | 3:03    |  |
| 4.  | "A Voz e o Verso" (Abel Silva / Sueli Costa)                 | 3:50    |  |
| 5.  | "Me Ama Mô" (Martinho da Vila / Zé Catimba)                  | 4:30    |  |
| 6.  | "Louvor a Chico Mendes" (Almir de Araújo / Marquinhos Lessa) | 6:16    |  |
| 7.  | "Tudo Bem" (Paulo Sérgio Valle / José Augusto)               | 4:06    |  |
| 8.  | "Lígia" (Tom Jobim)                                          | 3:19    |  |
| 9.  | "Apaixonada" (Tunai)                                         | 3:42    |  |
| 10. | "Espelho de Nós" (Milton Nascimento / Fernando Brant)        | 3:15    |  |